# Chérisay
Chérisay é uma comuna francesa na região administrativa do País do Loire, no departamento de Sarthe. Estende-se por uma área de 7.9 km². Em 2010 a comuna tinha 313 habitantes (densidade: 39,6 hab./km²).